# Kelly Rivière
Pour les articles homonymes, voir Rivière (homonymie).
Œuvres principales
An Irish Story – Une histoire irlandaise
La Vie rêvée
Si tu t'en vas
Scènes principales
Festival d'Avignon
Kelly Rivière, née à Lyon, est une comédienne, dramaturge, metteur en scène et traductrice franco-irlandaise.

## Biographie

### Jeunesse et formation
Kelly Rivière naît à Lyon d'un père français et d'une mère irlandaise, Elle commence la danse à 7 ans ans, continue au Conservatoire national de Lyon mais échoue au concours,. 
Pendant ses études de traduction à l'université, elle intègre une troupe amateur de café-théâtre puis entre au Cours Florent,.

### Carrière
Kelly Rivière joue dans des mises en scène de Guy Freixe, Nora Granovsky, Roland Auzet, Pauline Bureau notamment dans des pièces qu'elle traduit : L'ombre d'un garçon de Gary Owen (en), Love, love, love de Mike Bartlett (en), Sa charge féroce, fatale, brutale ou le train de Liz Duffy Adams (en).  
En 2018, Kelly Rivière écrit, met en scène et interprète son premier seule-en-scène An Irish Story (Une histoire irlandaise) au Festival Off d'Avignon dans lequel elle raconte son histoire familiale et enquête sur la disparition de son grand-père irlandais. L'actrice joue son propre double, Kelly Ruisseau ainsi que 25 personnages en mêlant l'accent anglais, irlandais et celui du sud de la France,,. En 2020, Kelly Rivière obtient le  Prix SACD du nouveau talent de l'humour. En 2024, le spectacle est toujours en tournée et a été joué 200 fois.
En 2023, Kelly Rivière avec La Vie rêvée raconte ses déboires de femme et d'actrice selon le même procédé que An Irish Story multipliant les personnages,. 
La même année, elle écrit Si tu t'en vas, mis en scène par Philippe Baronnet dans lequel elle partage la scène avec Pierre Bidard. Kelly Rivière interprète madame Ogier, une enseignante dont un de ses élèves, Nathan souhaite arrêter ses études et partir vivre à Dubaï en vivant de son commerce en ligne. La pièce interroge sur qu'est-ce que réussir sa vie et sur la relation enseignant-élève,,.

## Théâtre

### Auteur et metteur en scène
- 2016 : Ma visite au musée, co-mise en scène avec Carrie Snyder, Terres de paroles
- 2018 : An Irish Story – Une histoire irlandaise, Festival Off d'Avignon, tournée
- 2023 : La Vie rêvée, Théâtre de la Tête Noire (Saran), tournée
- 2023 : Si tu t'en vas, mise en scène Philippe Baronnet, La Reine Blanche (Paris), tournée

### Comédienne
- 2005 : [kazanova] d'après Giacomo Casanova, conception Sylvia Bagli, MC93 Bobigny
- 2005 : Trois sœurs ou adaptation de la perte, MC 93 Bobigny
- 2005 : Salomé, mise en scène Christine Farenc, Théâtre de Nesle
- 2007 : Art'catastrophe, mise en scène Sarah Siré, Théâtre du Cloître (Bellac)
- 2007 : Tu supposes un coin d'herbe, mise en scène Xavier Maurel, Théâtre du Rond-Point
- 2009 : Eugène O'Neill - Triptyque – La Corde - Soif - L'Endroit marqué d'une croix d’Eugène O'Neill, mise en scène Guy Freixe, Théâtre Gérard Philipe, tournée
- 2009 : L'ombre d'un garçon de Gary Owen (en), mise en scène Guy Freixe, Théâtre d’Alfortville
- 2010 : Just Like a Woman – Solo pour une femme et un rocker de et mise en scène Jalie Barcilon, Théâtre de la Tête Noire (Saran), tournée
- 2010 : Rose rose rose, mise en scène Karin Serres, Nova Villa, Reims
- 2010 : Les terriens, mise en scène Claire Rengade, Lyon
- 2011 : Venezuela de Guy Helminger, mise en scène Patrice Douchet, Théâtre de la Tête Noire
- 2011 : Cabaret libertin, Théâtre de la Tête Noire
- 2012 : La pièce à deux personnages, mise en scène Sarah Siré, Bruxelles
- 2013 : Road-Movie Alzheimer de et mise en scène Jalie Barcilon, Théâtre de la Tête Noire (Saran), tournée
- 2013 : Love, love, love de Mike Bartlett (en), mise en scène Nora Granovsky, Théâtre du Rond-Point
- 2013 : La liberté se paye parfois en étoiles, mise en scène Euryale Collet-Barquero, Montreuil, Théâtre national algérien
- 2014 : Sa charge féroce, fatale, brutale ou le train de Liz Duffy Adams (en), mise en scène Nora Granovsky, Théâtre des Bouffes-du-Nord
- 2015 : Les correspondants, Villeneuve-lès-Avignon
- 2015 : Anamour de et mise en scène Jalie Barcilon, tournée
- 2015 : Colomba, d'après Prosper Mérimée, mise en scène Bérénice André, tournée
- 2016 : Bull de Mike Bartlett, mise en scène Carine Bouquillon et Bruno Buffoli, CDN Thionville
- 2016 : Ma visite au musée, mise en scène Carrie Snyder et Kelly Rivière, Terres de paroles
- 2018 : An Irish Story – Une histoire irlandaise de et mise en scène Kelly Rivière, Festival Off d'Avignon, tournée
- 2019 : La République de la rupture, mise en scène Euryale Collet-Barquero, Théâtre Brétigny, Centre Rudolf Noureev
- 2019 : Speculum, création collective - Ciné 13, Village du OFF, TEP Bezons, festival Scènes sur Seine
- 2020 : Nous, l'Europe – Banquet des peuples de Laurent Gaudé, mise en scène Roland Auzet, Festival d'Avignon, Théâtre de l'Atelier, tournée
- 2023 : La Vie rêvée de et mise en scène Kelly Rivière, Théâtre de la Tête Noire (Saran), tournée
- 2023 : Si tu t'en vas de Kelly Rivière, mise en scène Philippe Baronnet, La Reine Blanche (Paris), tournée
- 2023 : Pour autrui, de et mise en scène Pauline Bureau, tournée

## Filmographie

### Cinéma
- 2009 : Micmacs à tire-larigot de Jean-Pierre Jeunet
- 2023 : Une année difficile d'Éric Toledano et Olivier Nakache
- 2023 : Le Ravissement d'Iris Kaltenbäck
- 2023 : Sages-Femmes de Léa Fehner

### Télévision
- 2024 : Mademoiselle Holmes, saison 1, épisode 4 : Baker Street

## Publications
Auteur
- An Irish Story. Une histoire irlandaise : pièce bilingue français-anglais pour une comédienne et vingt-cinq personnages, 2019, Koiné éditions

Traductrice
- L'ombre d'un garçon = The shadow of a boy de Gary Owen (en), Actes Sud papiers, 2008
- Contractions suivi de Mon enfant de Mike Bartlett (en), Actes Sud papiers, 2012
- Mon enfant de Mike Bartlett, Actes Sud papiers, 2012
- Love, love, love suivi de Bull de Mike Bartlett, Actes Sud papiers, 2012
- Iphigénie à Splott de Gary Owen, Koiné éditions, 2020

## Distinctions
- Prix SACD 2020 : Nouveau Talent Humour/One man show